# 小西氏
小西氏（こにしし）是日本的氏族之一。

## 简介
据说始祖是藤原北家的藤原秀乡。直系祖先是丹波国内藤氏内藤久清之子次忠（小西行正）。小西行正之子是商人小西隆佐，其有子：小西如清、小西行長、小西行景、小西主殿介。后来关原之战中，西军宇喜多秀家战败，追随他的小西家被灭。小西行长的长子小西兵库頭被杀，有一个儿子的后代当了黑田氏的家臣，改姓浅山氏。明治时期以前日本人最后的祭司マンショ小西就是小西行长的后裔。（有说是小西行长之女小西玛利亚和其夫宗義智之子。小西氏和路易斯·弗洛伊斯有联系。京都有很多小西氏的族人。長束正家一族、近江源氏、佐佐木氏据说和小西氏都有血缘关系。